# Place de la République (Le Mans)
Pour les articles homonymes, voir Place de la République.
La place de la République est la place piétonne centrale de la ville du Mans.

## Situation et accès
Géographiquement, elle est située au cœur du quartier Saint-Nicolas. Elle est appelée familièrement par apocope place de la Rep. Jusqu'en 1884, son nom a été celui de Place des Halles. Le tramway du Mans la traverse de nouveau depuis novembre 2007.

## Origine du nom
Elle porte ce nom en l'honneur du républicanisme, idéologie politique et conception de la liberté.

## Historique

### De l'Antiquité au Moyen Âge
On a trouvé de nombreuses urnes funéraires ou bien encore des poteries gallo-romaines sous la place, preuve de la présence d'une activité artisanale et commerciale sur la place. L'endroit ne fut peut-être pas un lieu d'urbanisation des plus denses entre le Ier et IIIe siècles, mais il accueillit un faubourg rustique jusqu'au repliement des habitants derrière les murs de Vindunum. Au Moyen Âge, les manceaux cherchent un endroit plus vaste que les petites places enfermées dans la vieille ville comme la place Saint-Pierre ou la place Saint-Michel. Résultat, en 1229, le marché du bourg Saint-Pierre est installé sur cet endroit, libre de toute habitation et situé à moins d'un kilomètre des remparts. En 1332, les premières halles sont inaugurées, les premières d'une longue série. Des maisons de torchis, des perrines et des hôtelleries s'installent progressivement autour des halles. Après la guerre de Cent Ans, de nouvelles halles rectangulaires en bois sont construites entre les actuelles rue Couthardy et Minimes. En 1568 les halles dépendent du domaine royal, elles donnent son nom à la place. Dès 1616, la place est bordée au sud-est par le couvent des Minimes. Au nord-ouest, c'est le couvent de la Visitation qui est bâti.

### De la Renaissance à la Révolution
Un grand incendie se produit le 22 septembre 1659. Il restera dans les mémoires comme l'un des plus terrifiants incendies qu'eut à subir la ville.
En 1688, les halles sont cédées à la ville du Mans. Mais au XVIe siècle, la place est quelque peu délaissée. Les guerres de religion font rage et nombre de gens préfèrent se replier derrière les murs de la cité. Le XVIIe siècle marque la démocratisation économique de la place, surtout face à la place des Jacobins. Elle apparait comme le plus gros pôle marchand de la ville. Surtout, se multiplient en son pourtour de nombreuses auberges et de multiples hôtels. Le poète Scarron immortalisera la place avec sa description du fameux hôtel de la Biche dans son Roman Comique. La place possédera une forme de Parallélépipède jusqu'à la Révolution. Et pourtant elle ne possède alors que trois voies d'accès, 2 à l'est, 2 à l'ouest et une perpendiculaire sur le flanc est. Finalement, la place est rapidement un espace clos où les halles trônent au centre.
Aujourd'hui demeure encore la chapelle construite entre 1730 et 1737.
La place des Halles est une nouvelles fois immortalisée lors de la sanglante bataille du Mans. Le peintre Jean Sorieul peindra les combats tenus sur la place. Son tableau La bataille du Mans, 12 et 13 décembre 1793 est l'un des rares où l'on peut encore apercevoir les anciennes halles en bois de la place, même si la forme n'est pas correcte, les halles en bois étant ronde

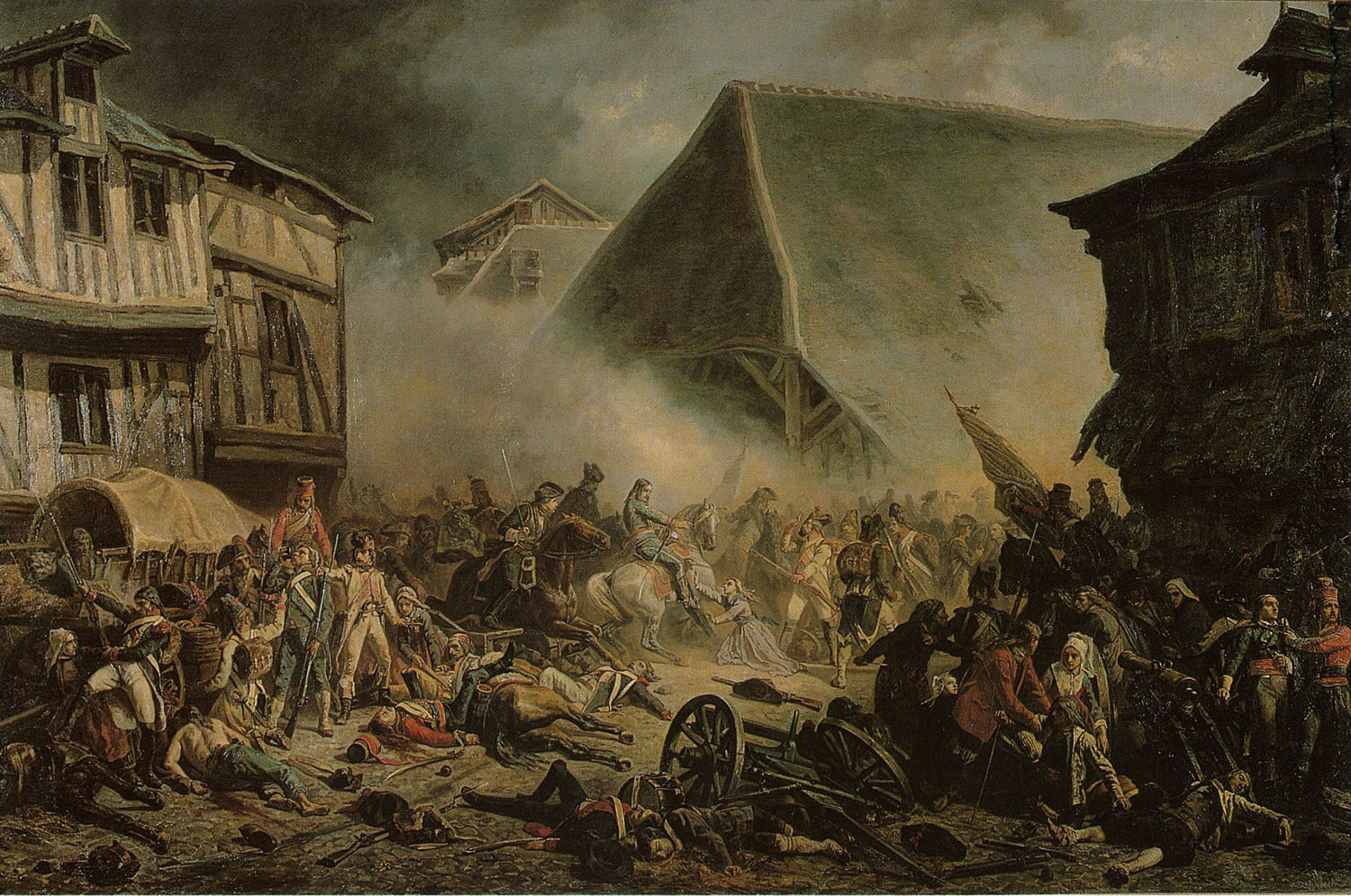
La place des Halles lors de la Bataille du Mans en 1793

### Les grandes transformations duXIXesiècle
La rue des Minimes, autrefois place de l'ancien couvent, est ouverte en 1811. Quatre ans plus tard, c'est la rue Gambetta au sud qui est construite. En 1821, la ville réalise un emprunt de 100 000 Francs pour construire une nouvelle halle. Celle-ci sera en pierres et forme de rotonde, à l'inverse de l'ancienne. Elle est réalisée par l'architecte Lusson. L'édifice est achevé en 1828. Les halles en bois d'autrefois, plus que bicentenaires, sont détruites en 1826. Mais les manceaux sont consternés du résultat. Une génération tout entière n'aura de cesse que de se plaindre des nouvelles halles, auxquelles la majorité des habitants préfèrent les bonnes vieilles halles en bois. La rue de Bolton est ouverte en 1840, elle ouvre la voie vers le centre du quartier Saint-Nicolas. La même année est inaugurée la rue du Port, qui elle aussi, ouvre la voie vers un quartier majeur : le quartier des Halles. Le 14 janvier 1871, un incendie accidentel se produit alors que les Prussiens paradent dans la ville prise deux jours plus tôt. C'est jusqu'à cette même année que les exécutions publiques ont lieu sur la place. On surveillait alors midi à l'horloge, heure ponctuelle des mises à mort. Après cette année, les exécutions se tiendront rue du Vert-Galant, puis devant la prison. Après le départ des Prussiens, Le Mans profite d'une grande prospérité qui se répand dans tout le pays. On veut alors détruire les halles centrales de la place. Nous sommes en 1881 et l'on veut remplacer les grandes halles de commerce par une gigantesque fontaine. Le dicton populaire manceau dit que l'"on a voulu une fontaine... ce fut un général". Car la fontaine ne vit jamais le jour. À la suite de la mort de Chanzy en 1883, la ville décide d'abandonner le projet de la fontaine pour réaliser un monument commémoratif à la 2e armée de la Loire. L'inauguration a lieu place de la République le 16 août 1885. S'ensuivirent deux jours de fêtes populaires. Le boulevard Levasseur est lui aussi inauguré en 1888. La bourse du Mans devient un édifice majeur de la place en 1886, puis il en est de même pour l'hôtel des postes en 1891. En 1897, l'urbanisme de la place change radicalement, c'est la création du tramway en remplacement des anciens fiacres.

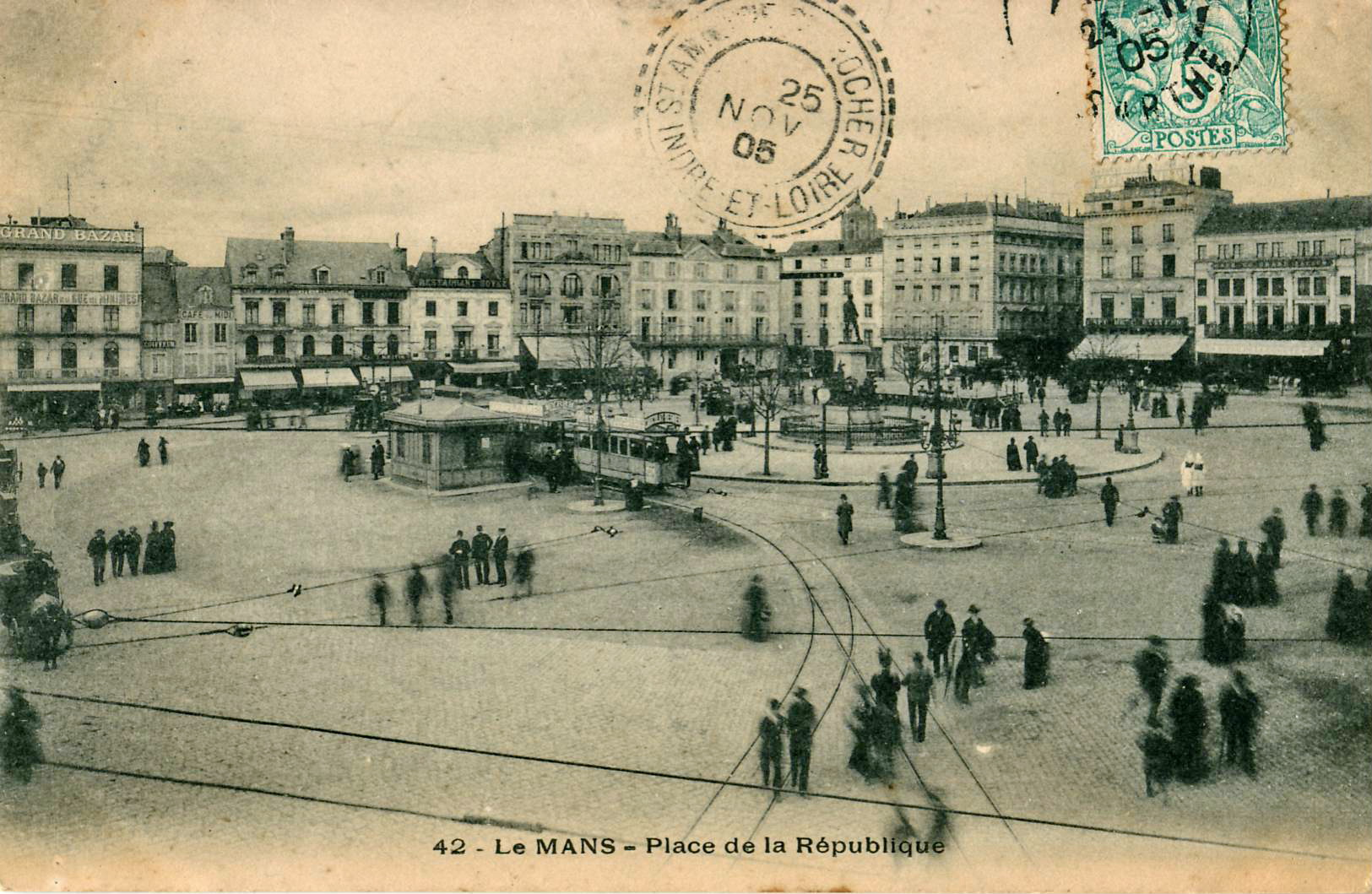
La Place au tout début du XX, avec le monument commémoratif et l'ancien tramway du Mans

### Les deux grandes guerres
En 1914, l'affiche de mobilisation générale est accroché sur la façade de l'hôtel des postes. Le 3 août de la même année, le 117e RI, régiment manceau se réunit une dernière fois sur la place avant de partir au combat. En 1939, c'est l'occupation Allemande. Dès juin 1940, la place regorge de Kommandantur et de lieux d'occupation militaire. C'est un réel centre de vie pour l'occupant. La majorité des bâtiments sont réquisitionnés. Le capitaine Pälzer, Kreizkommandant de la ville, ordonne au maire du Mans, le 4 novembre 1941 la réquisition immédiate de la partie ouest de la place. Le lieu doit être surveillé jour et nuit par la police française, ce sera un lieu de stationnement stratégique pour les véhicules de l'armée. La bourse est particulièrement appréciée (Kommandantur centrale d'arrondissement oblige) de la part de l'occupant, le drapeau flottant au vent au-dessus des armoiries de la ville. La chapelle de la Visitation deviendra alors tribunal de guerre. Les hôtels au sud de la place sont des foyers pour officiers et soldats. Deux Soldaten-Kino, cinémas de l'armée, sont également aménagés sur la place (alors cinémas Rex et Pathé). Au nord-ouest de la place, on trouve la prison civile et la bibliothèque allemande. Les occupants aimeront parader sur la place et surtout poser. De nombreuses photos d'allemands, trônant devant la statue de Chanzy, comme une revanche d'antan, seront faites. Le 8 août 1944, les chars américains paradent autour de la place pour la libération de la ville. Après la guerre, on se rend compte que les rues du centre-ville sont trop étroites pour la circulation des automobiles.

### La place contemporaine

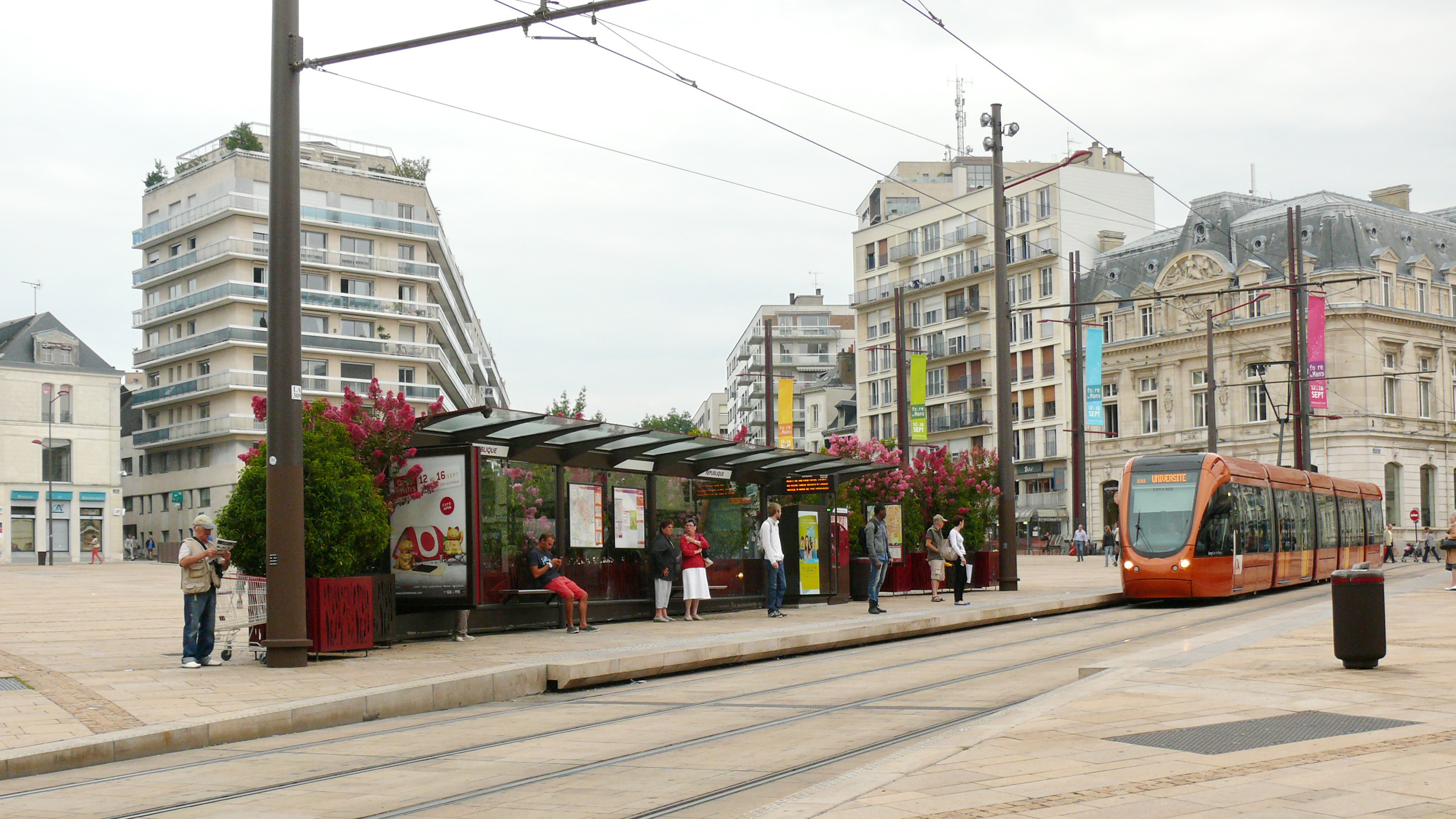
La place de la république restructurée à l'occasion de la réalisation de la ligne 1 du tramway du Mans.

En 1970, l'édifice de Chanzy est retiré de la place. Il est transféré sur la place George-Washington où il demeure toujours aujourd'hui. Il faut dire que jusqu'en 1969, l'édifice prend de la place, surtout si l'on ajoute le marché forain du vendredi. Le Guide Michelin de l'époque dit alors : Circulation très difficile au Mans ce jour-là. C'est également en 1970 qu'on perce la très décriée percée centrale. On creuse un parking souterrain sous la place et une zone commerciale souterraine. Le tramway, définitivement démantelé le 12 novembre 1947, est finalement réintroduit sur la place 60 ans plus tard, le 17 novembre 2007.

## Bâtiments remarquables et lieux de mémoire

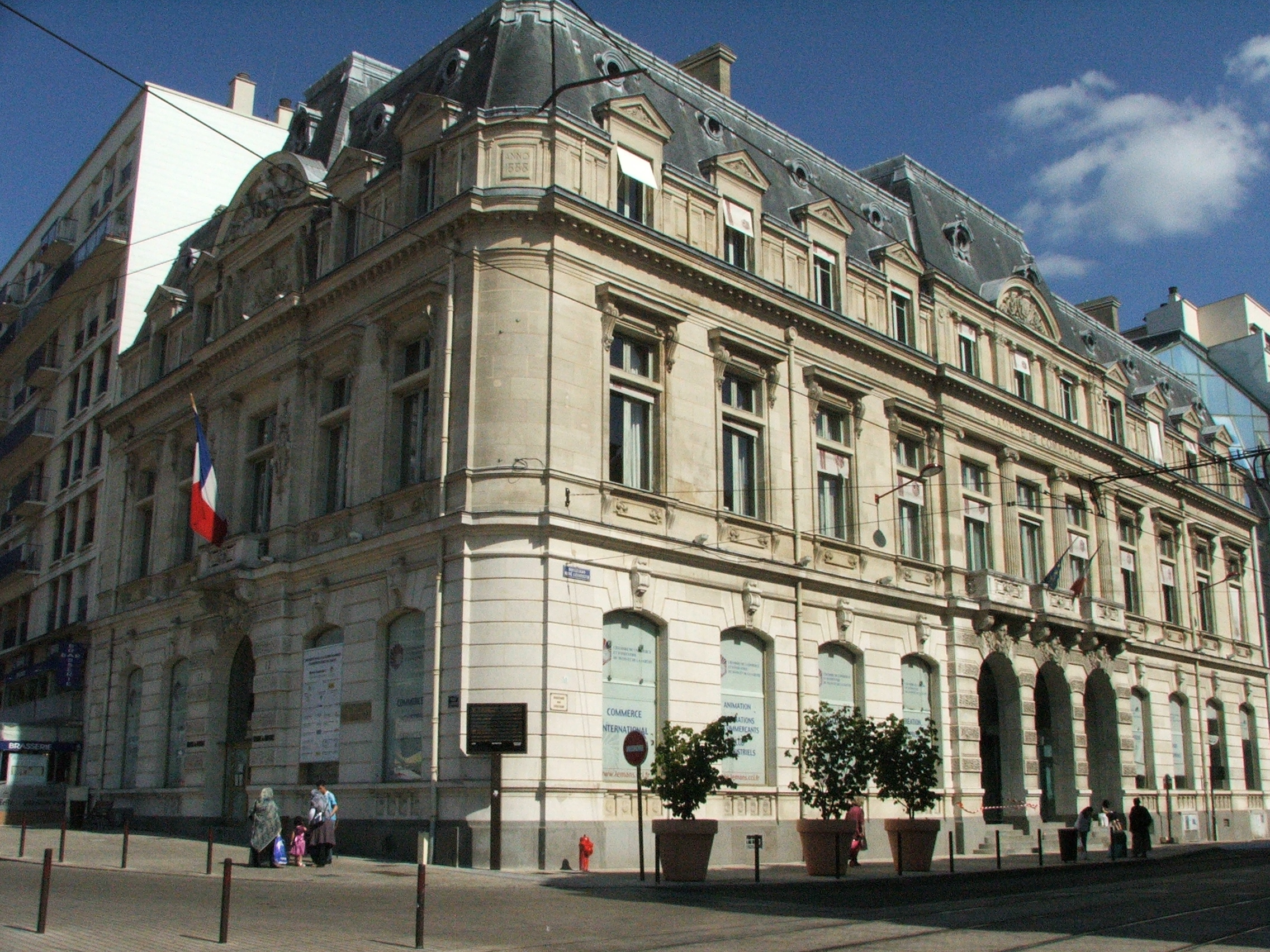
La Bourse

- La Bourse du Mans prendra plus de 20 ans à être entièrement achevée. Commencée en 1866, elle ne sera terminée qu'en 1890. Créée sur les plans d'un certain Lafon, elle est ornée de sculptures de l'artiste manceau Filleul. La bourse est située sur le côté sud. Malgré la relative esthétique et la taille imposante du bâtiment, il demeure encastré dans l'immeuble voisin. Les locaux sont aujourd'hui occupés par la Chambre de commerce et d'industrie de la Sarthe[3]. En face de la bourse, en parallèle du Boulevard René Levasseur, se trouve l'hôtel des Postes du Mans. Ce dernier ne possède aucune architecture particulière, mais, un buste de Claude Chappe, enfant du pays, trône au-dessus de l'entrée principale. Il fut réalisé par Filleul au début de l'année 1891[4].

- Le bâtiment du Crédit Lyonnais fut bâti en 1900. Il s'agit de la première grande réalisation du XXe siècle dans la ville. Le bâtiment fait une sorte d'écho à la bourse de commerce, située de l'autre côté de la place. La composition n'est pas classique puisque la façade est composée de deux colonnes à chapiteaux Corinthiens de chaque côté de l'entrée principale. L'ornement est emprunté à des styles des XVIIe et XVIIIe siècles. Le crédit Lyonnais s'approche ainsi du style des banques parisiennes de la deuxième partie du XXe siècle[5].

- La chapelle de la Visitation est l'un des rares bâtiments de style Régence subsistant dans l'Ouest de la France[6]. Il a été restauré à l'extérieur durant toute l'année 2007-2008. L'église fut fondée en 1723 tout en dépendant à son origine de l'ancien couvent des Visitandines. Au XIXe siècle, on ajouta de grandes colonnes à la façade afin d'en faire un palais de Justice. La grande lanterne visible de l'extérieur est une sorte de grand casque abritant une quinzaine de petites cloches. Sa dénomination pose problème car elle est baptisée église par les services municipaux et chapelle par le diocèse.

### Le couvent de la Visitation
C'est en 1644 que les religieuses de la Visitation investissent leur monastère place des Halles. Un enclos est bâti en six à sept mois. Elles reçoivent dès lors de nombreuses jeunes filles entrant en religion. L'église, aujourd'hui chapelle, est bâtie en 1737 avec sa façade latérale donnant sur la place. Le couvent se compose d'une cour d'entrée fermée par un mur de clôture à l'alignement de la rue du Cornet. Le devant est fermé par le parvis de l'église puis par les bâtiments de la porterie. Après l'ouverture de la rue Gambetta en 1815, la cour d'entrée est démantelée. Le grand escalier précédant l'entrée dans la chapelle n'est réalisé qu'après coup en 1865. Il faut dire qu'à la fin de l'Empire en 1815, on abaissa le niveau de trois mètres, puis on construisit un soubassement avec un système d'escalier des plus laids. Tout à l'ouest de l'église, on trouvait une autre cour qui la séparait du cloître en U, ouvert en direction de la rive droite la Sarthe. Figurait ensuite une terrasse donnant accès aux jardins du couvent, disponibles sur le coteau de la rivière. À l'époque, cet ensemble, et notamment la partie composée des nombreux jardins, s'étend vers le sud, bien au-delà de la place des Halles et de la rue du Port. En fait, les domaines du cloître s'arrêtent presque à la place des Halles. L'ensemble sera vendu comme bien national en 1793. Il devient alors palais de justice. On installera un portique à colonne au-devant de l'entrée du tribunal en 1815. Derrière, on transforme les bâtiments en prison, ce qui deviendra la maison d'arrêt du Mans. Demeure au devant de l'église une ancienne horloge provenant des anciennes halles en bois, et ayant survécu à la virée de galerne. Aujourd'hui, on peut toujours voir et visiter la chapelle de la Visitation. Les bâtiments derrière demeurent une maison d'arrêt quoique leur utilité reste en suspens à la suite de la création de la nouvelle prison des Croisettes,.

## Sources
- (fr) Maine Découvertes N°55 (Décembre 2007-Janvier 2008): "Le retour du Tramway au Mans"
- (fr) La vie Mancelle et Sarthoise N°395 (Octobre-Novembre 2007): "Le Mans vue par un soldat sous l'occupation"